# Élections constituantes de 1945 dans le Cantal
Les élections constituantes françaises de 1945 se déroulent le 21 octobre.

## Mode de scrutin
Les députés sont élus selon le système de représentation proportionnelle suivant la règle de la plus forte moyenne dans le département, sans panachage ni vote préférentiel.
Il y a 586 sièges à pourvoir.
Dans le département du Cantal, trois députés sont à élire.

## Élus
Les trois députés élus sont : 
| Identité         | Parti | Parti |
| ---------------- | ----- | ----- |
| Camille Laurens  |       | PPUS  |
| Maurice Montel   |       | SFIO  |
| Clément Lavergne |       | PCF   |

## Résultats

### Résultats à l'échelle du département
| Liste (parti)  | Liste (parti)                                    | Tête de liste    | Résultats | Résultats | Sièges | Sièges |
| Liste (parti)  | Liste (parti)                                    | Tête de liste    | Voix      | %         |        |        |
| -------------- | ------------------------------------------------ | ---------------- | --------- | --------- | ------ | ------ |
|                | Parti paysan d'union sociale                     | Camille Laurens  | 30 182    | 34,27     | 1      |        |
|                | Section française de l'Internationale ouvrière   | Maurice Montel   | 28 519    | 32,38     | 1      |        |
|                | Parti communiste français                        | Clément Lavergne | 16 530    | 18,77     | 1      |        |
|                | Parti républicain, radical et radical-socialiste | Paul Bastid      | 12 852    | 14,59     | -      |        |
|                |                                                  |                  |           |           |        |        |
| Inscrits       | Inscrits                                         | Inscrits         | 121 756   | 100,00    | 3      |        |
| Votants        | Votants                                          | Votants          | 89 923    | 73,86     |        |        |
| Blancs et nuls | Blancs et nuls                                   | Blancs et nuls   | 1 840     | 2,11      |        |        |
| Exprimés       | Exprimés                                         | Exprimés         | 88 083    | 97,89     |        |        |